# Sontheimer Höhle
Die Sontheimer Höhle, die früher Sontheimer Erdloch genannt wurde, ist eine Tropfsteinhöhle mit einer Länge von 530 Metern. Sie befindet sich in Baden-Württemberg im Weißen Jura-Delta in 730 m ü. NN bei Heroldstatt, Gemeindeteil Sontheim, auf der Schwäbischen Alb. Auf Grund des Fledermausschutzes ist sie nur von 1. Mai bis 1. November für Besucher geöffnet.

## Geschichte
Im Jahre 1488 wurde die Höhle von dem Ulmer Dominikanerprior Felix Fabri das erste Mal beschrieben. Der Humanist Nikolaus Wynmann erzählt in einem Brief an Simon Eck anschaulich von einem Besuch der Höhle in einer kleinen Gruppe (vermutlich 1531) unter der Leitung eines kundigen Bauern. Dieser habe gesagt: „Unter meiner Führung wagte sich einst auch unser Herzog und Landesherr Ulrich hierher.“ Gustav Schwab berichtet 1823: „Noch bis gegen das Jahr 1790 hielten die Sontheimer Bauern alljährlich am Pfingstmontag Schmauß und Tanz in dieser Höhle.“ Am 31. Juli 1825 wurde wieder ein Höhlenfest ausgerichtet, das nicht zuletzt durch die aufwändige Illumination große Resonanz erfuhr. Der 17-jährige David Friedrich Strauß verfasste unter dem Pseudonym Makkabäus Oelmöcker ein vielstrophiges Gedicht über dieses Ereignis. Weitere Feste fanden im 19. Jahrhundert meist am Festtag Peter und Paul statt, seit 1899 zunächst am Pfingstmontag und bis in die heutige Zeit am Pfingstsonntag. Seit 1825 wird die Höhle als Schauhöhle genutzt, mit einem Führungsweg von 192 Metern Länge. Anfangs wurde die Höhle mit Pechfackeln beleuchtet, die die vielgestaltigen Tropfstein- und Sinterbildungen schwarz gefärbt haben. Heute wachsen wieder weiße Schichten nach.
Im Jahre 1957 wurde eine elektrische Beleuchtung installiert, die 2011 durch LED-Lampen ersetzt wurde. Damit ist die Sontheimer Höhle eine der ersten Höhlen in Deutschland und die erste auf der Schwäbischen Alb, die eine solche Beleuchtung installiert hat. Sie hat den Vorteil, dass sich kaum mehr Lampenflora bildet, also das Moos- und Algenwachstum verhindert wird. Im Jahr 2011 wurde auch der Besucherweg in mehr als 600 ehrenamtlichen Arbeitsstunden neu gebaut. Die durchschnittlichen jährlichen Besucherzahlen lagen in den Jahren 2006 bis 2010 bei 3493 und in den Jahren 2022–2023 bei 2518. Die Höhle gehört zum UNESCO Geopark Schwäbische Alb.

## Geologie
Durch ein zwölf Meter hohes Portal betritt man die Höhle, die aus einer Abfolge von Hallen besteht. Das Gefälle der Höhle ist bergwärts gerichtet und führt in eine Tiefe von bis zu 31 Metern. Der Verlauf des Ganges ist deutlich kluftgebunden. Bemerkenswert an der Höhle sind auch die hohen Kamine. Auffällig ist der häufige Profilwechsel. Über Stufen abwärts geht es über kleinere Hallen bis zum tiefsten Punkt der Höhle, der 20 Meter hohen Schlusshalle. Bis zu einer Engstelle, die sich 70 Meter vom Eingang befindet, wird die Höhlentemperatur noch von der Außentemperatur beeinflusst, dahinter herrscht eine konstante Temperatur von 7 °C.

## Paläontologische und archäologische Funde
Im vorderen Teil der Höhle wurden von Florian Heller im Jahre 1929 pleistozäne Fledermausreste gefunden.
Nachdem im Sommer 1976 menschliche Knochen und eine blaue Perle in der Höhle gefunden wurden, führte H. Reim vom Landesdenkmalamt in Tübingen im März 1977 eine erste Sondierung des Bereichs, etwa 125 Meter vom Eingang der Höhle entfernt, durch. Wegen der Bedeutung der Funde durfte die Höhle nun nicht mehr ohne Begleitung betreten werden. Die Ausgrabung ergab folgende Funde:
● Knochen- und Zahnreste von mindestens 14 Individuen, 6 Kindern (das kleinste ein ca. 6 Monate alter Säugling) und 8 Erwachsenen beiderlei Geschlechts. Das größte Knochenfragment war 22 cm lang, durchschnittlich sind die Fragmente aber nur 4–5 cm groß, die Gesamtzahl beträgt fast 1600.
● 169 Perlen, davon 53 Korallenperlen aus der Edelkoralle, 48 Perlen aus dunkel-opakem Glas und diverse weitere Perlen, darunter Perlen mit aufgeschmolzenen Warzen.
● Holzreste, die als Totenbretter oder Särge gedeutet werden.
Datierungen mit der Radiokarbonmethode weisen auf die 2. Hälfte des 4. Jahrhunderts n. Chr. Zusammen mit den Perlenfunden spricht damit alles für eine in dieser Art ungewöhnliche frühalemannische Begräbnisstätte.

## Fledermäuse
Die Sontheimer Höhle ist ein bedeutendes Winterquartier für Fledermäuse.
Bei visuellen Zählungen wurden in den letzten Jahren jeweils ca. 400 überwinternde Fledermäuse gezählt. Durch eine Lichtschranke werden jedoch alle ein- und ausfliegenden Fledermäuse erfasst. Daraus geht hervor, dass ca. 1000 Fledermäuse ihr Winterquartier in der Sontheimer Höhle haben. Am stärksten vertreten ist dabei das Große Mausohr sowie die Fransenfledermaus. Vereinzelt finden sich auch die Wasserfledermaus und weitere Arten. Die Mopsfledermaus, die von den 1930er bis in die 1950er Jahre in der Höhle zu Hunderten überwinterte, konnte in den letzten Jahrzehnten nicht mehr beobachtet werden.

## Trivia
Die Folge Das Geheimnis der Särge der Serie Die drei ??? spielt unter anderem in der Sontheimer Höhle.